# Astrofil·lita
L'astrofil·lita és un mineral de la classe dels silicats (inosilicats). Va ser descoberta el 1854 i rep el seu nom del grec άστρον astron (estrella) i φύλλον phillon (fulla), en al·lusió al seu hàbit semblant a les nerviacions d'una fulla radiada en forma d'estrella i amb exfoliació micàcia. Pertany al grup de l'astrofil·lita, al qual dona nom.

## Característiques
És un inosilicat de diversos metalls: potassi, sodi, ferro i titani, i sovint també amb manganès en la seva composició química. A més, ocasionalment pot portar impureses de niobi, tàntal, zirconi, alumini, magnesi o calci. Forma una sèrie de solució sòlida amb la kupletskita (K₂Na(Mn2+)₇Ti₂Si₈O26(OH)₄F). Cristal·litza en el sistema triclínic i la seva fractura és desigual.
Segons la classificació de Nickel-Strunz, l'astrofil·lita pertany a «09.DC - Inosilicats amb ramificacions de 2 cadenes senzilles periòdiques; Si₂O₆ + 2SiO₃ Si₄O₁₂» juntament amb els següents minerals: hidroastrofil·lita, kupletskita, magnesioastrofil·lita, niobofil·lita, zircofil·lita, kupletskita-(Cs), niobokupletskita, nalivkinita i sveinbergeïta.

## Formació
Es troba a les cavitats i fissures en inusuals roques ígnies fèlsics. S'associa amb feldespat, tritomita-(Ce), mica, thorita, microclina, titanita, zircó, nefelina, catapleiita i aegirina.

## Grup astrofil·lita
El grup astrofil·lita va ser creat el 2009 i inclou, a més de l'astrofil·lita, els següents minerals: hidroastrofil·lita, kupletskita, kupletskita-(Cs), magnesiastrofil·lita, nalivkinita, niobokupletskita, niobofil·lita, sveinbergeita, tarbagataita i zircofil·lita.